# Merosargus notatus
Merosargus notatus är en tvåvingeart som beskrevs av Lindner 1949. Merosargus notatus ingår i släktet Merosargus och familjen vapenflugor.
Artens utbredningsområde är Colombia. Inga underarter finns listade i Catalogue of Life.